# إدي بيري
إدي بيري (بالإنجليزية: Eddie Perry) (1 يناير 1909 - 1 يناير 1996) هو لاعب كرة قدم بريطاني.